# 廣瀨勝貞
廣瀨勝貞（1942年6月25日—），是日本政治家，原通商產業省、經濟產業省官僚。前任大分縣知事。1991年曾任時任內閣總理大臣宮澤喜一的秘書。
他是江戶時代的儒学者廣瀨淡窗的後代。

## 外部鏈接
- 大分県知事　広瀬勝貞プロフィール - 大分県ホームページ （页面存档备份，存于）
- 広瀬勝貞後援会 （页面存档备份，存于）